# Poésie concrète
La poésie concrète est une forme de poésie expérimentale qui ne fait appel ni à la syntaxe ni au rythme mais considère le poème comme un objet sensible indépendamment du sens.

## Historique
Le concept de « poésie concrète », ou « concrétisme », apparaît dans les années 1950 avec Eugen Gomringer et Augusto de Campos. En Suède, Öyvind Fahlström publie un recueil de poèmes concrets et un manifeste pour la poésie concrète en 1953. Une exposition collective d'art concret, organisée autour des poètes Augusto et Haroldo de Campos a lieu au Musée d'art moderne de São Paulo en 1956 puis en 1957 au Ministère de la culture à Rio de Janeiro. Leurs travaux ont été qualifiés de « poésie concrète » à la suite de cette exposition. Les poètes présents étaient entre autres Augusto de Campos, Haroldo de Campos et Décio Pignatari, accompagnés pour l’exposition de Ferreira Gullar, Ronaldo Azevedo et Wlademir Dias Pino de Rio de Janeiro. En 1958, un manifeste de poésie concrète fut publié suivi, en 1962, par une anthologie. Ces poètes brésiliens publient également un manifeste dans la revue Noigandres en 1958. Sylvester Hédouard, un théologien et poète d'art concret, déclara que c’était une publication dans The Times Literary Supplement en 1962 d’une lettre du brésilien E.M. de Melo e Castro (critique, essayiste et artiste plastique) qui réveilla les consciences des écrivains britanniques comme lui, Ian Hamilton Finlay et Edwin Morgan aux possibilités qu’offraient la Poésie concrète . Ceci explique donc l'émergence simultanée de la poésie concrète à l'international, et cette difficulté à identifier un seul chef de file.
C'est donc au même moment que d'autres écrivains européens produisent des travaux similaires, principalement Eugen Gomringer (qui sera considéré en Europe comme le père de la poésie concrète), qui considérait que le poème devait être « une réalité en soi » plus qu’une déclaration sur la réalité, et « aussi compréhensible que les signes dans les aéroports ou les rues ». La difficulté pour définir un tel style est admis par une déclaration d’Hédouard : « Un poème concret est de manière ambiguë à la fois de la poésie typographique et à la fois de la typographie poétique ».
Les artisans de la poésie concrète sont influencés en particulier par le dadaïsme et le futurisme. Mallarmé avec Un coup de dés jamais n'abolira le hasard, Apollinaire avec les Calligrammes, Pound, E. E. Cummings et Joyce peuvent être considérés comme des précurseurs en ce domaine. Le terme de « poésie concrète » est maintenant utilisé pour désigner une grande variété d'innovations et d'expériences poétiques. Il y a actuellement tant de formes de poésie expérimentale qu’il est difficile d’en donner une définition plus précise. Elle dépasse les frontières des champs artistiques et s'immisce aussi bien dans la sculpture que dans la musique.

## Moyens et objectifs

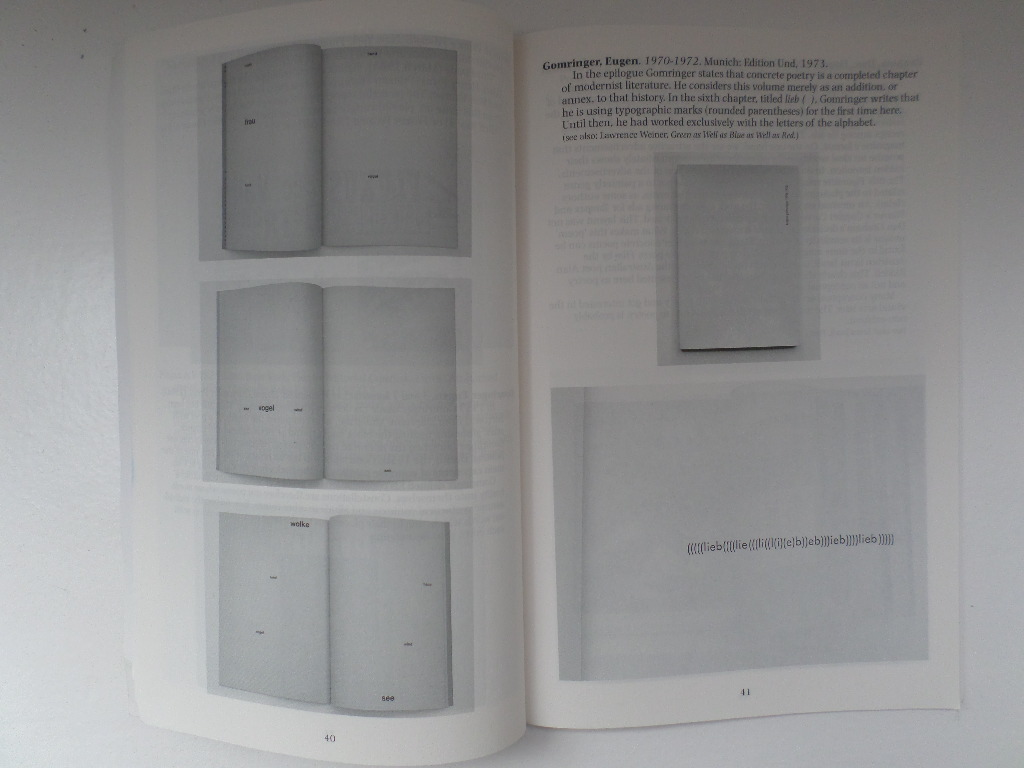
Extrait du travail de Eugen Gomringer 1970-1972

S'inspirant des arts plastiques non figuratifs, ces auteurs ont cherché à mettre en avant la structure du poème, en l'associant à la disposition spatiale des mots, pour exprimer du sens. Il s'agit de repenser non seulement le poème, mais son support, qui est la page blanche considérée comme espace à part entière. Selon la forme du texte et la disposition des mots, le rythme de lecture diffère du rythme de lecture linéaire habituel. L'idée est exprimée à travers le graphe formé par les mots, à la manière des idéogrammes. Cette poésie expérimentale s'oriente aujourd'hui vers des poèmes codés, où les signes interagissent pour exprimer l'idée.
La poésie concrète se révèle comme alternative à l'ancienne poésie linéaire. Pour Eugen Gomringer elle s'impose comme un constat face à une poésie qui n'est plus adaptée au monde moderne. La nouvelle poésie se doit d'être un objet à voir, immédiat, jouant avec la matérialité visuelle et sonore du langage pour se libérer de sa fonction référentielle. À partir des années 1960, on y inclura le collage de textes et d'images (cf : Jiri kolar, Picasso, Kurt Schwitters ...)[style à revoir].
La dimension essentielle de la poésie concrète est le rapport au langage, ce qui la met en lien direct avec l'art conceptuel. La plupart des artistes engagés dans ce mouvement fait partie du mouvement Fluxus et pratique l'art conceptuel dans les années 1960 (ainsi Deep image aux États-Unis dans les années 50-60). Les dadaïstes ont énormément utilisé le langage pour remodeler l'art traditionnel, et ainsi affecter la signification des mots dans l'urgence de changer la vie. Ramener le langage à son essence.

## Artistes de poésie concrète
- Vito Acconci
- Carl Andre
- Anna Bella Geiger
- Mirella Bentivoglio (en)
- Amanda Berenguer
- Suzanne Bernard
- Tomaso Binga
- Irma Blank
- Blanca Calparsoro
- Henri Chopin
- Paula Claire
- Augusto de Campos
- Haroldo de Campos (en)
- Betty Danon
- Mirtha Dermisache
- Öyvind Fahlström
- Robert Filliou
- Pierre Garnier
- Ilse Garnier
- Jochen Gerz
- Madeline Gins
- Eugen Gomringer
- Lily Greenham
- Bohumila Grögerová
- Ana Hatherly
- Dick Higgins
- Nancy Holt
- Susan Howe
- Ernst Jandl
- Katsue Kitazono
- Joseph Kosuth
- Katalin Ladik
- Liliana Landi
- Liliane Lijn
- Kurt Adolf Mautz
- Maurizio Nannucci
- Anna Oberto
- Eduard Ovčáček
- Michele Perfetti
- Lamberto Pignotti
- Jennifer Pike
- Bern Porter
- Bogdanka Poznanović
- Gerhard Rühm
- Salette Tavares
- Giovanna Sandri (it)
- Mira Schendel
- Robert Smithson
- Mary Ellen Solt
- Chima Sunada
- Daniel Spoerri
- Carlo Stasi
- Rosmarie Waldrop
- Emmett Williams
- Ruth Wolf-Rehfeldt